# Racing Club de Strasbourg 2009-2010
Questa voce raccoglie le informazioni riguardanti il Racing Club de Strasbourg nelle competizioni ufficiali della stagione 2009-2010.

## Organigramma societario
Area direttiva
- Presidente: Léonard Specht, dal 24 agosto Philippe Ginestet, dal 4 dicembre Julien Fournier, dal 17 febbraio Luc Dayan, dal 24 marzo Jean-Luc Plessis
- Amministratore delegato: Jean-Luc Herzog
- Amministratore: Christophe Cornelie, Éric Vogel

Area organizzativa
- Segretario generale: Jean-Michel Colin

Area tecnica
- Allenatore: Gilbert Gress, dal 12 agosto Pascal Janin
- Vice allenatore: Pascal Janin fino al 12 agosto, Cyril Serredszum
- Preparatore dei portieri: Alexander Vencel

Area sanitaria
- Medico sociale: Dany Eberhardt, François Piétra
- Massaggiatori: Philippe Eberhardt, Eric Moerckel, Nagib Remita

## Maglie e sponsor
Lo sponsor tecnico per la stagione 2009-2010 è Hummel, mentre lo sponsor ufficiale è Électricité de Strasbourg.

## Rosa
| N. |                         | Ruolo | Calciatore          |
| -- | ----------------------- | ----- | ------------------- |
| 1  | Francia (bandiera)      | P     | Regis Gurtner       |
| 3  | Francia (bandiera)      | D     | Jean-Alain Fanchone |
| 4  | Brasile (bandiera)      | C     | Rodrigo             |
| 5  | Camerun (bandiera)      | C     | Albert Baning       |
| 6  | Francia (bandiera)      | D     | Steven Pelé         |
| 7  | Guinea (bandiera)       | A     | Victor Correia      |
| 8  | Francia (bandiera)      | A     | Magaye Gueye        |
| 9  | Francia (bandiera)      | A     | Nicolas Fauvergue   |
| 10 | Burkina Faso (bandiera) | A     | Boubacar Kébé       |
| 11 | Brasile (bandiera)      | A     | Marcos              |
| 12 | Guinea (bandiera)       | C     | Mamadou Bah         |
| 13 | Francia (bandiera)      | C     | Farez Brahmia       |
| 14 | Francia (bandiera)      | C     | Romain Gasmi        |
| 15 | Serbia (bandiera)       | D     | Milovan Sikimić     |

| N. |                     | Ruolo | Calciatore                  |
| -- | ------------------- | ----- | --------------------------- |
| 16 | Francia (bandiera)  | P     | Stéphane Cassard            |
| 17 | Francia (bandiera)  | D     | Jérémy Abadie               |
| 18 | Francia (bandiera)  | D     | Stéphane Pichot             |
| 19 | Francia (bandiera)  | C     | Guillaume Lacour (capitano) |
| 20 | Algeria (bandiera)  | C     | Yacine Bezzaz               |
| 21 | Nigeria (bandiera)  | A     | Simon Zenke                 |
| 22 | Francia (bandiera)  | C     | Romain Dedola               |
| 23 | Francia (bandiera)  | D     | Arnaud Maire                |
| 25 | Francia (bandiera)  | A     | David Ledy                  |
| 26 | Francia (bandiera)  | C     | Loïc Damour                 |
| 27 | Francia (bandiera)  | C     | Quentin Othon               |
| 28 | Bulgaria (bandiera) | C     | Emil Gărgorov               |
| 29 | Francia (bandiera)  | C     | Seïd Khiter                 |
| 30 | Francia (bandiera)  | P     | Kevin Sommer                |